# Apfelstädt (Ortsteil)
Apfelstädt este un Ortsteil⁠(d) din landul Turingia, Germania.
1. ↑  GeoNames